# قليل من الحب كثير من العنف (رواية)
قليل من الحب كثير من العنف، رواية كتبها الأديب المصري فتحي غانم في مايو عام 1984، وصدرت للمرة الأولى عن مؤسسة روز اليوسف للطباعة والنشر والتوزيع في عام 1985، واقتُبس عنها في عام 1995 فيلم سينمائيّ يحمل نفس الاسم أخرجه المخرج المصري رأفت الميهى وقام ببطولته محمود حميدة وليلى علوي ويونس شلبي.

## عن الرواية
تنتمي رواية قليل من الحب كثير من العنف إلى ما يُمكن تسميته بأدب الانفتاح، حيث ترصد الرواية التغيرات التي طرأت على المُجتمع المصري خلال حقبة سبعينيّات وثمانينيات القرن العشرين عقب الانفتاح الاقتصادي والتي نتج عنها تكون طبقة من التجار الأثرياء الذين تربطهم علاقات وطيدة برجال السلطة والنفوذ من سياسيين وضباط وقضاة وأبناء لعائلات عريقة. وتدور أحداث الرواية حول اثنين من المهندسين الشباب اللذان يعملان في شركة بترول أمريكية بسبب نفوذ عائلتيهما وليس بسبب الكفاءة، فأحدهما هو طلعت مرسي ابن لرجل أعمال ثري صعد طبقيًّا وجمع ثروة طائلة من المقاولات خلال سنوات قليلة بعد الانفتاح الاقتصادي، والآخر هو يونس عبد الحميد ابن النائب العام الذي ينحدر من عائلة تركية عريقة. يكون طلعت إنسان همجي السلوك ووحشي ومتعطش للسلطة والمال، بينما يكون يونس على النقيض من ذلك رقيق وضعيف وخامل. وعلى الرغم من أن طلعت متزوج من فاطمة التي تنتمي لعائلة فقيرة، فإنّه يُعجب بشقيقة يونس الرشيقة المتعلمة المتعالية بعدما يراها ويقرر أن يتزوجها، لكي يمتلكها ويُشبع غرائزه وتعطشه للسطة من جانب ولكي يُصاهر عائلتها ذات النفوذ، من الجانب الآخر. تحاول فاطمة إفشال هذا الزواج، ويُساعدها في ذلك سيد العتر سائق طلعت الذي يحب فاطمة ويحقد على طلعت ويونس معا. وبالفعل يفشل زواج طلعت من شقيقة يونس، ولكنه يتزوج من فتاة أخرى تنحدر من عائلة أكثر نفوذًا من عائلة يونس، ويسافر للخارج لإنجاز بعض الأعمال، وعندما يعود يجد يونس قد تزوج طليقته فاطمة فيغضب بشدّة ويرسل له سيد لاستدعاءه، ولكن سيد يحاول اغتصاب فاطمة ويصل يونس في نفس الوقت لتنشب بين الاثنين مُشاجرة عنيفة، وينتهي الأمر بمأساة.

## روابط خارجية
- صفحة الرواية على موقع جود ريدز